# 光熱変換分光法
光熱変換分光法(こうねつへんかんぶんこうほう Photothermal Spectroscopy: PTS) は、非蛍光性物質が光を吸収したのちに生じる熱波、音響波、弾性波などの光熱変換効果による物質からの熱信号を検出して光熱変換スペクトルを得て分析する分光法。

## 概要
試料を加熱することにより生じる熱信号を検出して分析する。前処理不要・簡便・その場測定・深さ方向分析が可能などの優れた特徴を備える。

### 光音響分光法
光音響分光法(Photoacoustic Spectroscopy)では熱による変化を音波の形でとらえる。

### 熱レンズ効果分光法
熱レンズ分光法では熱的変化をレーザービームで光学的に検出する。測定対象にレーザー光を照射して膨張によって密度が低くなり、屈折率が下がる現象を利用する。レーザー光を試料に集光すると光吸収により試料が局所的に温度が上昇して屈折率が変化するのでレーザー光が通過する部分にあたかも凹レンズが生じたかのような効果が発現する。この現象を利用して分析する。

### 光熱偏向法
光励起された試料が、非発光遷移により基底状態にもどる時の発熱を、試料自身または、これに接する媒質の屈折率変化から測定するもので、発光遷移をとらえる光ルミネッセンス法とは相補的な関係にある。

### 熱反射率測定法
反射率から検出する。

### 焦電効果測定法
焦電効果を利用する。

### 熱光回折法
回折を利用して検出する。